# Ankyloblepharon
Ankyloblepharon – to zaburzenie rozwojowe polegające na zrośnięciu brzegów powiek.